# Parachironomus swammerdami
Parachironomus swammerdami är en tvåvingeart som först beskrevs av Kruseman 1933.  Parachironomus swammerdami ingår i släktet Parachironomus och familjen fjädermyggor. Inga underarter finns listade i Catalogue of Life.